# Natalia Bartosiewicz
Natalia Bartosiewicz (ur. 25 maja 1996) – polska lekkoatletka, sprinterka.

## Osiągnięcia
| Rok  | Impreza                     | Miejsce | Konkurencja             | Pozycja    | Wynik   |
| ---- | --------------------------- | ------- | ----------------------- | ---------- | ------- |
| 2014 | Mistrzostwa świata juniorów | Eugene  | sztafeta 4 × 400 metrów | 6. miejsce | 3:37,52 |

Brązowa medalistka mistrzostw Polski seniorów w sztafecie 4 × 400 metrów (2016). Medalistka mistrzostw Polski juniorów i młodzieżowców..